# Anna Bentzen
Anna Bentzen (Fredrikstad, 9 september 1862 – 1953) was een Noors pedagoge en feminist.
Anna Bentzen werd op 9 september 1862 geboren in Fredrikstad. Ze ging naar Oslo om te studeren aan de leraressenschool van Hartvig Nissen, in die tijd de hoogste opleiding voor vrouwen. Ze ontwikkelde zich al snel als pedagoge. Ze studeerde daar cum laude af. Ze ging lesgeven in Molde. Met een staatsbeurs mocht ze gaan studeren, waarbij ze de Verenigde Staten, Frankrijk en Nederland aandeed. In de VS maakte ze kennis met feministen Elizabeth Cady Stanton en Susan Anthony. Nadruk lag in deze periode op het verkrijgen van opleiding en stemrecht voor vrouwen, een strijd die Benzten voortzette in Noorwegen. Ze huwde de weduwnaar Karl Even Bjorset.
Ze ging lesgeven in de omgeving van Bergen. Na de dood van haar man kocht ze de hoeve Søndre Borgen en begon daar een school volgens haar eigen pedagogische systeem. De omgeving was sceptisch, maar ze zette door. De Eerste Wereldoorlog en de Spaanse griep konden niet voorkomen dat de school groeide van 5 naar 50 leerlingen. Leerlingen (allemaal vrouwelijk) kwamen uit het hele land, dus bouwde ze haar school om tot een soort kostschool, waar Frans, Engels en Duits onderwezen werd, naast muziek en huisvlijt. In 1927 trok Anna Bentzen zich terug en dat betekende tevens het eind van de school. De school kreeg geen nieuwe leidster en werd rigide gevonden. In 1932 sloot de school en werd omgevormd tot weeshuis. Het pand werd in 1938 verkocht aan de gemeente Oslo. Ze overleed 90-jaar oud in 1953.